# Burre
Burre (Arctium) er en slægt med 4-6 arter, der er udbredt i Europa og Asien. Det er kraftige, 1-2- eller flerårige planter, som har oprette, ofte forgrenede stængler. De stilkede blade har hel eller tandet rand, og de er oftest behårede. De næsten kuglerunde blomsterstande består af forholdsvis få rørformede blomster med rosa til violette kronblade. De tilbagekrummede kurvblade tjener som hager, der hæfter de modne frøstande i dyrs pels.
De grønne, overjordiske dele af planten kan udløse eksemlignende hudskader, på grund af den fototoksiske virkning af de laktoner, der findes i saften.
| Beskrevne arter |

- Filtet Burre (Arctium tomentosum)
- Glat Burre (Arctium lappa)
- Liden Burre (Arctium minus)
- Skov-Burre (Arctium nemorosum)